# Delta Plus Group
Delta Plus, créée en 1977, est une entreprise spécialisée dans la fourniture d'équipements de Protection Individuelle (EPI) et de systèmes de sécurisation à destination de professionnels.

## Histoire

### Création (1977)
L’entreprise est créée à Apt dans le Vaucluse (Provence) en 1977[réf. souhaitée].

### Développement européen (1977-2000)
Dans les années 80, Delta Plus devient négociant-importateur d'équipements de protection individuelle, principalement dans les gants en cuir et les vêtements de pluie. Jacques Benoît crée alors un ensemble de pluie, appelé 304. L’entreprise ouvre des filiales en Italie (1981) et en Espagne (1986)[réf. souhaitée].
Le 2 juillet 1999, l'entreprise entre en bourse sur le Second Marché de la Bourse de Paris, après la création de filiales en Pologne (1997), en Hongrie (1997) et au Portugal (1999)[réf. souhaitée].

### Développement international et production interne (2000-2010)
À partir de 1993, le Groupe fabrique lui-même ses propres produits et ouvre alors ses premières usines de production en Asie. Le lancement de la production en Chine débute en 2004[réf. souhaitée]. En 2005 et 2006, le gouvernement français commande un nombre important de masques respiratoires filtrants destinés à prévenir des risques de pandémie de grippe aviaire.

### Accélération de l’expansion géographique et diversification de l’offre (2010-2020)
L'entreprise rachète Vertic-Alpic, expert en système antichute (2017), de Boots Company (2020) et de White Lake (2020).

### Poursuite des acquisitions autour de la montée en gamme (à partir de 2021)
En 2021, Delta Plus fait l'acquisition de trois sociétés : Artex, ERB Industries[source insuffisante] et Alsolu[source insuffisante].
Fin 2021, le Groupe Delta Plus intègre le marché Euronext Growth[réf. souhaitée].
En 2022, Delta Plus a racheté trois sociétés, Maspica en Italie, Drypro[source insuffisante] au Mexique et Safety Link[source insuffisante] en Australie.

## Chiffres clés
|                                          | 1998 |  | 2001 |  | 2006 |  | 2009 |  | 2014 |  | 2017 |  | 2021  |  | 2022  |  | 2023  |  | 2024  |
| ---------------------------------------- | ---- |  | ---- |  | ---- |  | ---- |  | ---- |  | ---- |  | ----- |  | ----- |  | ----- |  | ----- |
| Chiffre d'affaires (en millions d'euros) | 50   |  | 91,  |  | 140  |  | 125  |  | 173  |  | 230  |  | 344   |  | 420,2 |  | 420,6 |  | 400,1 |
| Résultat Net (en millions d'euros)       | 1,3  |  |      |  |      |  | 1,6  |  | 10,5 |  |      |  | 32,44 |  | 34,7  |  | 38,6  |  | 31,4  |
| Nombre d'employés                        | 175  |  |      |  | 1000 |  |      |  |      |  | 1900 |  | 2596  |  | 3100  |  | 3500  |  | 3700  |

## Actionnariat
Au 30 avril 2025, le capital de Delta Plus Group est détenu à 56,9% par la famille fondatrice Benoit[source insuffisante]. La fortune professionnelle de la famille est estimée par le magazine Challenges à 340 millions d'euros en 2021.